# 佐藤晃一 (グラフィックデザイナー)
佐藤 晃一（さとう こういち、1944年8月9日 - 2016年5月24日）は、日本のグラフィックデザイナー。群馬県高崎市出身。多摩美術大学名誉教授。弟はアメリカ文学者の佐藤良明。

## 経歴
- 群馬県立高崎高等学校卒業。
- 1969年、東京芸術大学工芸科ビジュアルデザイン専攻を卒業。同期に河村要介がいる。資生堂に入社。
- 1970年、入社1年目にして毎日広告デザイン賞特選を受賞。
- 1971年、資生堂を退社して独立する
- 1982-87年、東京芸術大学非常勤講師
- 1985年、 東京ADC最高賞
- 1988年、ニューヨーク近代美術館のポスターコンペで1席に選ばれる
- 1991年、毎日デザイン賞を受賞
- 1995年、多摩美術大学教授に就任
- 1997年、芸術選奨新人賞（美術部門）を受賞
- 2014年、多摩美術大学退職記念 佐藤晃一展（多摩美術大学美術館）開催。
- 2015年、多摩美術大学教授を退任、名誉教授。
- 2016年5月24日、肺炎のため死去。71歳没。[4]
- 2016年10月、『アイデア』375号で特集「佐藤晃一の自由研究」[5]
- 2017年、高崎市美術館で『グラフィックデザイナー 佐藤晃一展』開催。

## 主な著作・作品集
- 「KOICHI SATO」（六耀社／1990）
- 「佐藤晃一」（世界のグラフィックデザイン13）（ギンザ・グラフィック・ギャラリー／1994）
- 「KOICHI SATO」（中国青年出版社／1997）
- 「Sato Koichi　新世代平面作家 佐藤晃一的設計世界」（湖北美術出版社／1999）
- 「SEVEN」（グラフィック社／1985）※共著
- 「佐藤晃一のYES EYE SEE 1982-83」（DNP文化振興財団／2011）[6]
- 「学生たちに書き残す本」（高崎市美術館／2017）[7]